# Morgana Danielė

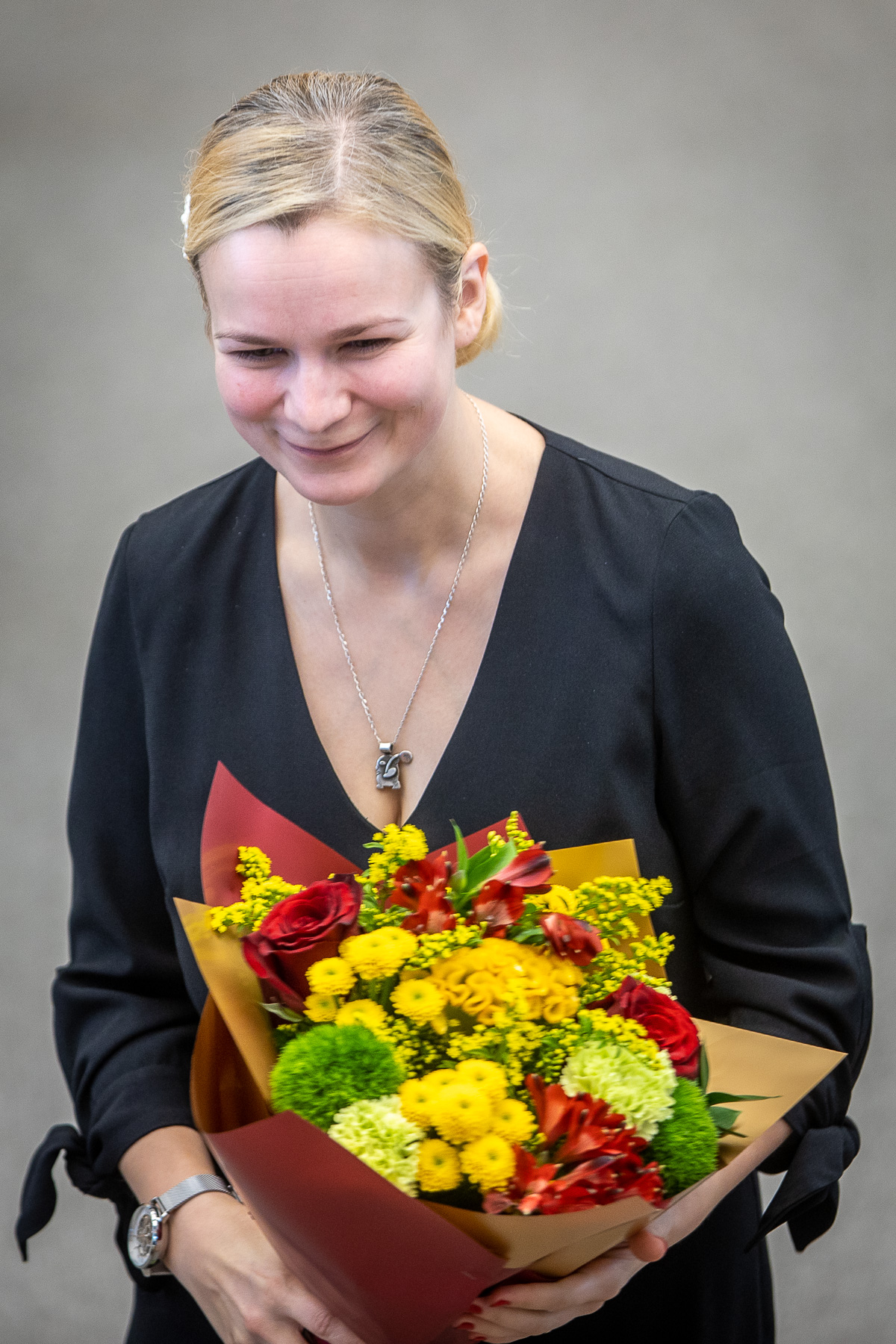
Morgana Danielė, 2023

Morgana Danielė (* 17. August 1988 in Vilnius) ist eine litauische liberale Politikerin. Von 2020 bis 2024 war sie Seimas-Mitglied.

## Leben
Nach dem Abitur an der Mittelschule  in der litauischen Hauptstadt Vilnius absolvierte Danielė 2010 das Bachelorstudium Englische Sprache, 2013 das Masterstudium Intermediale Studien und 2017 das Masterstudium der Politik an der Vilniaus universitetas. 2014 bildete sie sich an der CEU in Budapest, Ungarn. Von 2018 	bis 2019 leitete sie die  „Youth RISE“.
Bei der Parlamentswahl in Litauen 2020 war sie Kandidatin der Laisvės partija. Von 2020 bis 2024 arbeitete sie im 13. Seimas.